# Naoya Saeki
Pour les articles homonymes, voir Saeki.
Naoya Saeki (佐伯 直哉, Saeki Naoya) est un footballeur japonais né le 18 décembre 1977 à Tama. Il évolue au poste de milieu de terrain.

## Biographie
Naoya Saeki joue principalement en faveur du Vissel Kobe et du Tokyo Verdy.